# Alphonse de Rothschild
Pour les articles homonymes, voir Famille Rothschild.
Le baron Alphonse de Rothschild (1er février 1827 à Paris – 26 mai 1905 à Paris) est un banquier et collectionneur français. Il repose au cimetière du Père-Lachaise (division 7), à Paris.

## Biographie
Fils aîné du baron James de Rothschild et de Betty von Rothschild (fille de Salomon Mayer von Rothschild), il épouse en 1857 sa cousine Leonora de Rothschild (1837-1911), fille de Lionel de Rothschild (branche de Londres).
Le couple aura quatre enfants : Bettina (1858-1892, épouse de Albert Salomon von Rothschild (en)), René (né et mort en 1861), Béatrice (1864-1934) et Édouard (1868-1949).
Naturalisé français, il peut accéder au conseil de régence de la Banque de France (1855), dont la banque Rothschild est le premier actionnaire.
Il finance, en 1855, les achats de blé que nécessitent de mauvaises récoltes. Seize ans plus tard, en 1871, il œuvre à faire réduire l’indemnité de guerre exigée par l’Allemagne. L'opération donne en effet lieu aux plus vastes opérations de change que l'univers eut connu jusqu'alors. Il contribue à son règlement en assurant toute l’émission d’un premier emprunt de deux milliards et en participant à l’emprunt complémentaire de trois milliards pour la libération du territoire. Grâce à ses relations de famille à Londres, Francfort et Hambourg, c'est le plus actif des 55 banquiers qui s'emploient à fournir au gouvernement les 700 millions de devises dont il a besoin.
Personnalité des chemins de fer, il est président du conseil d'administration de la Compagnie des chemins de fer du Nord. C'est à ce titre qu'il négocie des reprises de petites compagnies en difficultés, notamment le 12 juillet 1881, il signe le traité concernant la Compagnie du chemin de fer du Tréport.

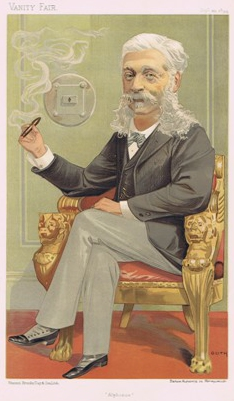
Caricature d'Alphonse de Rothschild dans le Vanity Fair de 1894.

En 1898, Alphonse de Rothschild et Eugène Goüin sont les représentants du groupe Les Banques Françaises.
Il crée la « Société commerciale et Industrielle de Naphte Caspienne et de la Mer Noire, Société Anonyme » (appelée Bnito (en) en russe) pour exploiter le pétrole de Bakou, que sa famille doit vendre en 1911.
Il habite d'abord un hôtel particulier construit pour lui au 47, rue de Monceau, avant d'hériter à la mort de son père de l'hôtel de Saint-Florentin où il fait réaliser d'importantes transformations en 1868-1870 par les architectes E. Petit et Léon Ohnet.
Il posséda également l'immense domaine de Ferrières, sur lequel son père fit édifier sous le Second Empire le château le plus luxueux du XIXe siècle.
Il est conseiller général de Seine-et-Marne (Canton de Lagny-sur-Marne) de 1867 à 1877.
Grand collectionneur de tableaux de maîtres anciens (de Hooch, Rubens, Rembrandt, Hals), membre du comité de l'Exposition universelle de 1867, élu à l'Académie des Beaux-Arts, Alphonse de Rothschild fut un important donateur des musées français ; il fit ainsi entre autres, de 1888 à 1904, donation d'une vingtaine de tableaux au musée de Soissons, en 1892 une autre donation au musée de Saint-Malo (toiles de Paul Biva, Albert-Antoine Lambert, Amédée Rosier) qui fut malheureusement brûlée dans les combats de la Libération en août 1944.
Un Intérieur de la galerie louis XII du baron A. de Rothshild, aquarelle de Marie-Désiré Bourgoin (1839-1911) figure à la vente aux enchères publiques  de la société de vente De Baecque du 4/12/2017 à Lyon (reprod. coul dans "La Gazette Drouot" n°40 - 17/11/2017, p 275)
Il était président du Consistoire central de 1873 à 1905, membre du Jockey Club et du Cercle des chemins de fer.
À sa mort, sa fortune comprend, outre des biens financiers, un hôtel particulier parisien près de la place de la Concorde, une collection de tableaux, un château en Seine-et-Marne ou encore des partitions de Hector Berlioz et de Frédéric Chopin.